# Condado de Dawson (Montana)
El condado de Dawson (en inglés: Dawson County), fundado en 1870, es uno de los 56 condados del estado estadounidense de Montana. En el año 2000 tenía una población de 9.059 habitantes con una densidad poblacional de una persona por km². La sede del condado es Glendive.

## Geografía
Según la Oficina del Censo, el condado tiene un área total de 6172 km² (2383,0 mi²), de la cual 6146 km² (2373,0 mi²) es tierra y 26 km² (10,0 mi²) (0,42%) es agua.

### Condados adyacentes
- Condado de Richland - norte
- Condado de Wibaux - este
- Condado de Prairie - sur
- Condado de McCone - oeste

## Carreteras
- Interestatal 94
- U.S. Highway 10 (antigua)
- Carretera Estatal de Montana 16
- Carretera Estatal de Montana 200
- Carretera Estatal de Montana 200 (alterna)
- Montana Highway 254

## Demografía
En el 2000 la renta per cápita promedia del condado era de $31 393, y el ingreso promedio para una familia era de $38 455. En 2000 los hombres tenían un ingreso per cápita de $29 487 versus $18 929 para las mujeres. El ingreso per cápita para el condado era de $15 368. Alrededor del 14,90% de la población estaba bajo el umbral de pobreza nacional.

## Comunidades

### Ciudad
- Glendive

### Pueblo
- Richey

### Lugar designado por el censo
- West Glendive